# NGC 1101
NGC 1101 je galaksija u zviježđu Kit.

## Vanjske poveznice
- SEDS: NGC 1101